# Howgill Castle
Howgill Castle är ett slott i Storbritannien.   Det ligger i grevskapet Cumbria och riksdelen England, i den centrala delen av landet, 400 km norr om huvudstaden London. Howgill Castle ligger 235 meter över havet.
Terrängen runt Howgill Castle är kuperad åt nordost, men åt sydväst är den platt.Runt Howgill Castle är det ganska glesbefolkat, med 24 invånare per kvadratkilometer. Närmaste större samhälle är Penrith, 15,2 km väster om Howgill Castle. Trakten runt Howgill Castle består i huvudsak av gräsmarker.